# Tom King (zeiler)
Thomas Jack (Tom) King (Melbourne, 8 februari 1973) is een Australisch zeiler. 
King nam tweemaal deel aan de Olympische Zomerspelen en won in 2000 de gouden medaille in eigen land. In hetzelfde jaar werd King ook wereldkampioen.

## Palmares

### Wereldkampioenschappen
| Jaar | Plaats       | Resultaten    |
| ---- | ------------ | ------------- |
| 1994 | Helsinki     | 26e 470klasse |
| 1995 | Toronto      | 12e 470klasse |
| 1999 | Melbourne    | 8e 470klasse  |
| 2000 | Balatonfured | 470klasse     |

### Olympische Zomerspelen
| Jaar | Plaats  | Resultaten    |
| ---- | ------- | ------------- |
| 1996 | Atlanta | 23e 470klasse |
| 2000 | Sydney  | 470klasse     |

1976: Harro Bode / Frank Hübner ·
1980: Marcos Soares / Eduardo Penido ·
1984: Luis Doreste / Roberto Molina ·
1988: Thierry Peponnet / Luc Pillot ·
1992: Jordi Calafat / Kiko Sánchez ·
1996: Yevhen Braslavets / Ihor Matviyenko ·
2000: Tom King / Mark Turnbull ·
2004: Kevin Burnham / Paul Foerster ·
2008: Malcolm Page / Nathan Wilmot ·
2012: Mathew Belcher / Malcolm Page ·
2016: Šime Fantela / Igor Marenić ·
2020: Mathew Belcher / William Ryan